# Emerencià Roig i Bofill
Emerencià Roig i Bofill (Santiago de Cuba, 30 de juliol de 1848 - Barcelona, 26 de novembre de 1901) fou un metge català, cunyat del metge i polític Bartomeu Robert i Yarzábal.
De pare sitgetà i mare jamaicana, va néixer a Cuba però de petit marxà amb la seva família a Sitges. Estudià medicina a la càtedra lliure de l'Institut Mèdic de Barcelona, on es llicencia el 1869, el mateix any en què es doctorà. Després d'estudiar un temps a París, el 1876 intentà obtenir una càtedra a l'Institut Mèdic de Barcelona, però en no assolir-ho s'especialitza en obstetrícia i treballa a l'Hospital del Sagrat Cor de Barcelona.
Fou redactor de La Independencia Médica (1877) i de la Gaceta Médica Catalana. Va mantenir una intensa vida social i cultural, participant com a vocal de les Juntes Municipal i Provincial de Sanitat de Barcelona. Fou vicepresident de l'Ateneu Barcelonès durant el bienni 1884-1885, i també presideix l'Acadèmia i Laboratori de Ciències Mèdiques, des del 1898 al 1901. El 1872 ingressa a l'Acadèmia de Medicina de Barcelona, en va ser el vicepresident entre 1891 i 1892, i encara, posteriorment, el president durant dos biennis consecutius, de 1893 a 1894 i de 1895 a 1896.

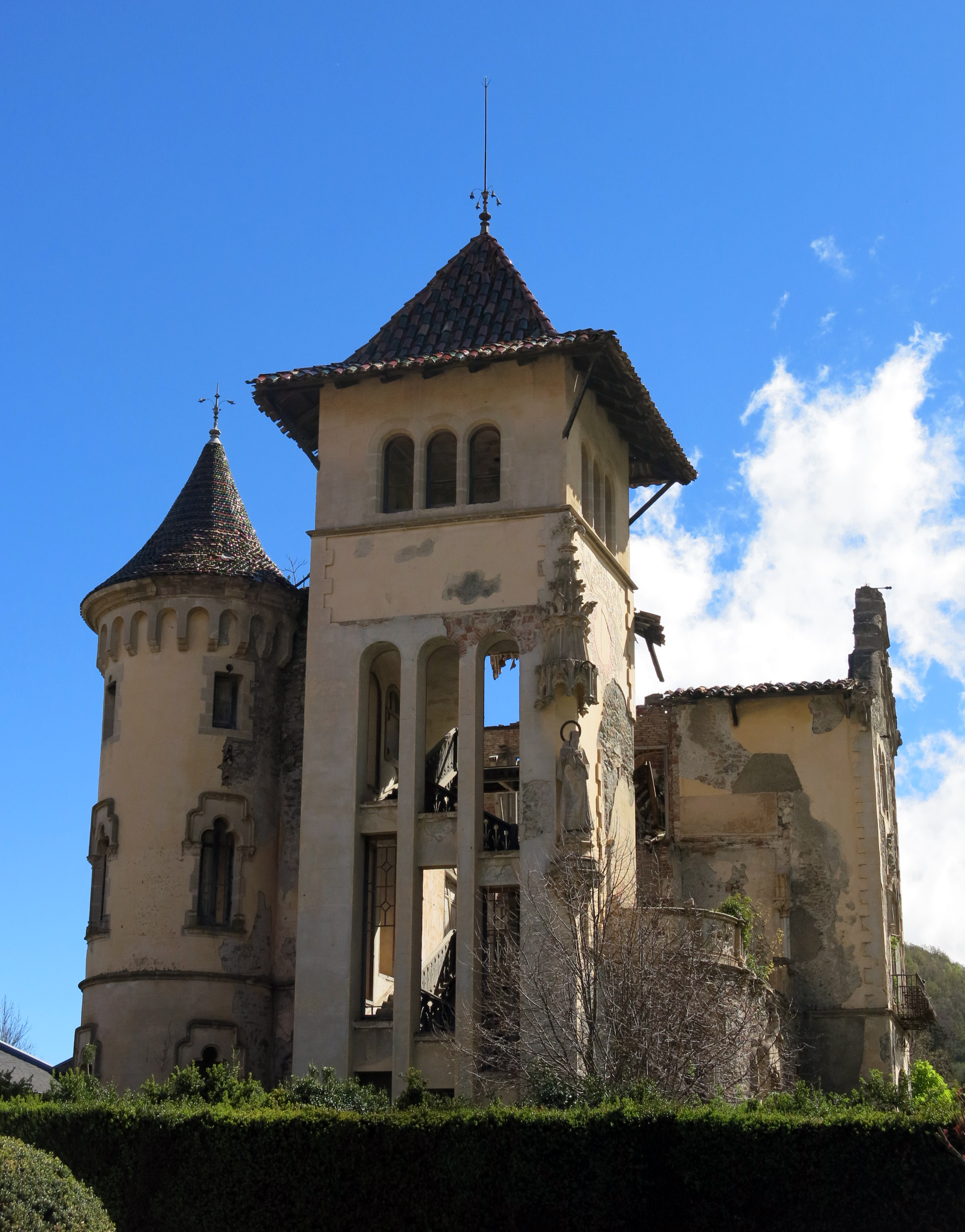
Can Roig

El mateix any de la seva mort va fer construir un edifici singular, la torre modernista de Can Roig a Camprodon, al Ripollès, actualment inclosa en l'Inventari del Patrimoni Arquitectònic de Catalunya; un habitatge que pretenia utilitzar com a casa d'estiueig, però de la qual va poder gaudir ben poc.

## Obres
- La duración del parto normal (1890).
- Tratado de las enfermedades del aparato digestivo (1889) amb Bartomeu Robert
- De la anatomía patológica y naturaleza de la fiebre puerperal (1886)